# Sainte-Marie, Martinique
Sainte-Marie är en ort och kommun i Martinique. Den ligger i den nordöstra delen av Martinique, 21 km norr om huvudstaden Fort-de-France.